# Воронежский центр современного искусства
Воронежский центр современного искусства — некоммерческая общественная организация, созданная группой воронежских художников и кураторов, деятельность которых направлена на развитие современного искусства в Воронеже. Один из наиболее активных региональных центров актуальной культуры в России . 
Выставки ВЦСИ многократно номинировались на национальную премию в области современного искусства Инновация. За время работы центра были показаны проекты ведущих отечественных художников, среди которых Таус Махачева, Сергей Сапожников, ЗИП (арт-группа), Анна Титова,  Александра Сухарева, Евгений Антуфьев и др. По мнению российских  и зарубежных  журналистов ВЦСИ стал одной из главных культурных достопримечательностей города

## История
Воронежский центр современного искусства был учрежден в 2008 году воронежскими художниками Николаем Алексеевым, Иваном Горшковым, Ильей Долговым, Арсением Жиляевым.  С 2008 года ведет выставочную и образовательную деятельность. Является, по сути, волонтерской организацией, не имеющей никакой государственной или же спонсорской поддержки и существующей на деньги художников учредителей. Работает с воронежскими, московскими и зарубежными молодыми перспективными художниками. Стремясь развивать и расширять воронежскую арт-среду, ВЦСИ осенью 2010 года запустил программу практического курса для молодых художников. В рамках курса молодые художники знакомились с базовыми приёмами и художественными стратегиями, учились проектному мышлению и работе над произведениеми. За время существования центра было проведено два цикла образовательной программы, большая часть выпускников которой активно включилась в культурную жизнь Воронежа и России.. С 2015 года акцент в деятельности ВЦСИ сместился с выставочной деятельности на производство искусства и развивающие проекты. Так ведущим выпускникам образовательной программы центра на конкурсной основе были предоставлены художественные мастерские. В 2017 году центр запустил "Школу для художников" - образовательный курс для будущих художников, кураторов, арт-критиков. В рамках курса проводятся теоретические и практические занятия с педагогами (ведущие воронежские и российские художники, преподаватели Воронежского государственного университета, российские кураторы). Бессменным председателем ВЦСИ с 2010 года является воронежский концептуальный художник, финалист Премии Кандинского Николай Алексеев.

## Деятельность
- Популяризация и поддержка современного искусства в регионе;
- Кураторская работа, направленная на реализацию выставочных проектов, перформансов, проведение видео просмотров, творческих встреч;
- Образовательная деятельность — лекции, семинары, мастер-классы;

## Избранные выставки
- 2009 — «Дальше действовать будем мы!», куратор Арсений Жиляев и Мария Чехонадских[8], (проект — номинант государственной премии «Инновация-2009»)
- 2009 — Фестиваль лэнд-арта «Забота»[9], куратор Мария Чехонадских[10].
- 2009 — Art fair «Universam»[11] параллельная программа 3-й Московской биеннале современного искусства.
- 2009 — «Can’t take it anymore», куратор Илья Долгов.
- 2010 — «Основания».
- 2010 — «The only difference», в рамках 2й московской биеннале молодого искусства «Стой! Кто идет?»
- 2010 — «Живой музей перфоманса», кураторы Николай Алексеев, Илья Долгов[12], (проект — номинант государственной премии «Инновация-2010»)
- 2011 — Выставка слушателей «Курса молодого художника»[4] — «Гибриды», куратор Николай Алексеев.
- 2011 — «Внимание», персональная выставка Владимира Логутова.
- 2011 — «Revisiting the Space Voronezh» — выставка по итогам международного арт-проекта, кураторы Кристина Семёнова и Ирина Аксёнова.
- 2013 — «Под знаком „ПИ“. Краткое пособие для юных авангардистов», кураторы Арсений Жиляев, Николай Алексеев.
- 2013 — «Бестиарий», кураторы Николай Алексеев, Илья Долгов.
- 2014 — «Пейзаж с исчезновением», Павел Отдельнов, Евгения Буравлёва, Егор Плотников.
- 2014 — «Завтра лучше, чем вчера», Группировка ЗИП.
- 2014 — «Брутто», персональная выставка Александра Повзнера.
- 2014 — «Untitled, Voronezh, 2014», персональная выставка Сергея Сапожникова.
- 2015 — РКК ЯХВ «Мемориальная выставка», воронежская Ракетно-космической корпорация «Я хочу верить».
- 2015 — «Сияющая грибница», персональная выставка Ивана Новикова.
- 2016 — «В славном городе Воронеже»[13], ЦСИ Винзавод, кураторы Николай Алексеев, Ирина Аксёнова.
- 2017 — «Беспредел», персональная выставка Алисы Йоффе.

## Интересные факты
- Учредители центра Арсений Жиляев и  Иван Горшков попадали в список журнала Forbes как перспективные для формирования коллекции современного искусства художник [14]
- В 2015 году Арсений Жиляев возглавил рейтинг молодых художников России по версии издания  The Art Newspaper Russia.[15]
- Выставочные проекты ВЦСИ три раза подряд номинировались на национальную премию в области современного искусства Инновация. В следующем году премию за лучший региональный проект получил учредитель центра Илья Долгов
- Единственным воронежцем вошедшим в финал премии им. Кандинского был председатель ВЦСИ  Алексеев Николай